# 明璃奈
明璃奈（ありな、1996年9月5日 - ）は、日本の女優、モデル、レースクイーン。

## 略歴
- 2020年 SUPER GT 21号車 Hitotsuyama Audi のレースクイーンを務める。
- 2021年 SUPER GT 9号車 PACIFIC NAC CARGUY Ferrari のレースクイーン Pacific Fairiesを務める。同年、星乃ゆん から改名した。

## 出演

### レースクイーン
- 2020年・SUPER GT Hitotsuyama Audi
- 2021年・SUPER GT PACIFIC NAC CARGUY Ferrari  Pacific Fairies

### 舞台
- 2021 man-hole 中島智枝役
- 2022 素晴らしき夢夜

### イベント
- 2020東京オートサロン
- 2022 SHOOTBOXINGラウンドガール シュートガールズ
- WGP poker girls